# Zakład Karny w Nowogardzie
Zakład Karny w Nowogardzie – jednostka penitencjarna typu zamkniętego przeznaczoną do odbywania kary przez mężczyzn recydywistów penitencjarnych.

## Historia
Przyjmuje się, że początek jednostki penitencjarnej w Nowogardzie sięga okresu stacjonowania w mieście wojsk napoleońskich. Powstał wówczas pomysł przeznaczenia całego zamkowego zespołu na więzienie i zakład wychowawczy. Zaczęto ten projekt realizować w 1817 r. pod nadzorem budowniczego Blocka. W 1820 r. na bazie dawnego zamku Ebersteinów powstało nowogardzkie więzienie. W tym samym roku zostali w Nowogardzie przyjęci pierwsi więźniowie.
W 1821 r. powstał w więzieniu oddział kobiecy. W 1851 r. został przeniesiony do Anklam, a w okresie późniejszym do Goleniowa. Więzienie było zakładem wychowawczym, gdzie więźniowie w szkole uczyli się rzemiosła, a praktykę odbywali na warsztatach. W okresie rewolucji, która nastąpiła w Niemczech w 1848 r., więziono w jednostce przywódców rewolucyjnych, między innymi niemieckiego poetę Gottfrieda Kinkla. W 1848 r. więźniowie zorganizowali bunt i próbę ucieczki, która została krwawo stłumiona przez niemieckie jednostki wojskowe.
Po I wojnie światowej jednostka funkcjonująca jako zakład wychowawczy została przekształcona na więzienie karne. W 1937 r. zakład rozpoczął działalność jako więzienie dla młodocianych. Po zakończeniu II wojny światowej więzienie częściowo zaczęło działać już w czerwcu 1945 r. Jako funkcjonariusze służby więziennej pracowała kadra wojskowa.
W latach 1950–1951 powstał ośrodek pracy. W 1956 r. i w kolejnych latach wykonano szereg prac remontowo-gospodarczych, które w zasadniczy sposób zmieniły charakter historycznych budowli nowogardzkiej jednostki.
W 1989 r. więźniowie zorganizowali w zakładzie bunt. W czasie zamieszek zostały spalone dwa budynki przy murze południowym, które następnie rozebrano. W jednym z rozebranych budynków na poziomie piwnic zachowały się szesnastowieczne karcery, w których znajduje się jedyna zachowana w Polsce cela śmierci. W celi tej karę śmierci wykonywano do grudnia 1978 r.
Obecnie ZK w Nowogardzie jest jednostką o ścisłej zabudowie typu pawilonowego z 8 budynkami. Sześć budynków pochodzi z XIX wieku, a w dwóch zachowały się relikty z okresu średniowiecza i z XVI wieku.
W grudniu 2008 r. uroczyście oddano nowoczesny pawilon mieszkalny dla osadzonych. W lutym 2009 r. przyjęto pierwszych więźniów. Zakład Karny w Nowogardzie jest jednostką organizacyjną Skarbu Państwa nieposiadającą osobowości prawnej. Zakład funkcjonuje w oparciu o przepisy ustawy z dnia 9 kwietnia 2010 roku o Służbie Więziennej (Dz.U. z 2024 r. poz. 1869). Podlega Okręgowemu Inspektoratowi Służby Więziennej w Szczecinie. Jest jednostką penitencjarną typu zamkniętego przeznaczoną dla mężczyzn recydywistów penitencjarnych.

## Struktura organizacyjna
Struktura organizacyjna jednostki:
- kierownictwo i stanowiska samodzielne
- dział penitencjarny
- dział ochrony
- dział ewidencji
- dział finansowy
- dział kwatermistrzowski
- oddział terapeutyczny dla osób uzależnionych od środków odurzających i psychotropowych
- zakład opieki zdrowotnej
- oddział zewnętrzny w Płotach.

## Zadania
Dyrektor Zakładu Karnego w Nowogardzie realizuje zadania na podstawie ustawy z dnia 9 kwietnia 2010 r. o Służbie Więziennej. Do zadań realizowanych należy:
- wykonywanie tymczasowego aresztowania w sposób zabezpieczający prawidłowy tok postępowania karnego,
- ochrona społeczeństwa przed osobami osadzonymi w zakładzie karnym,
- zapewnienie w zakładzie karnym porządku i bezpieczeństwa,
- wykonywanie wszelkich czynności administracyjnych związanych z wykonywaniem tymczasowego aresztowania oraz kar i środków przymusu skutkujących pozbawienie wolności oraz dokumentowania tych czynności
- organizowanie pracy sprzyjającej zdobywaniu umiejętności zawodowych,
- nauczanie oraz zajęcia kulturalno-oświatowe i sportowe,
- wdrażanie skazanych do readaptacji społecznej poprzez stwarzanie warunków sprzyjających do utrzymywania przez nich kontaktów z bliskimi osobami z wolności,
- zapewnienie osobom skazanym na kary pozbawienia wolności lub tymczasowo aresztowanym przestrzegania ich praw, a zwłaszcza humanitarnych warunków odbywania kary, poszanowania godności osobistej, zapewnienia opieki zdrowotnej i możliwości korzystania z posług religijnych.